# Italienska kulturinstitutet i Stockholm

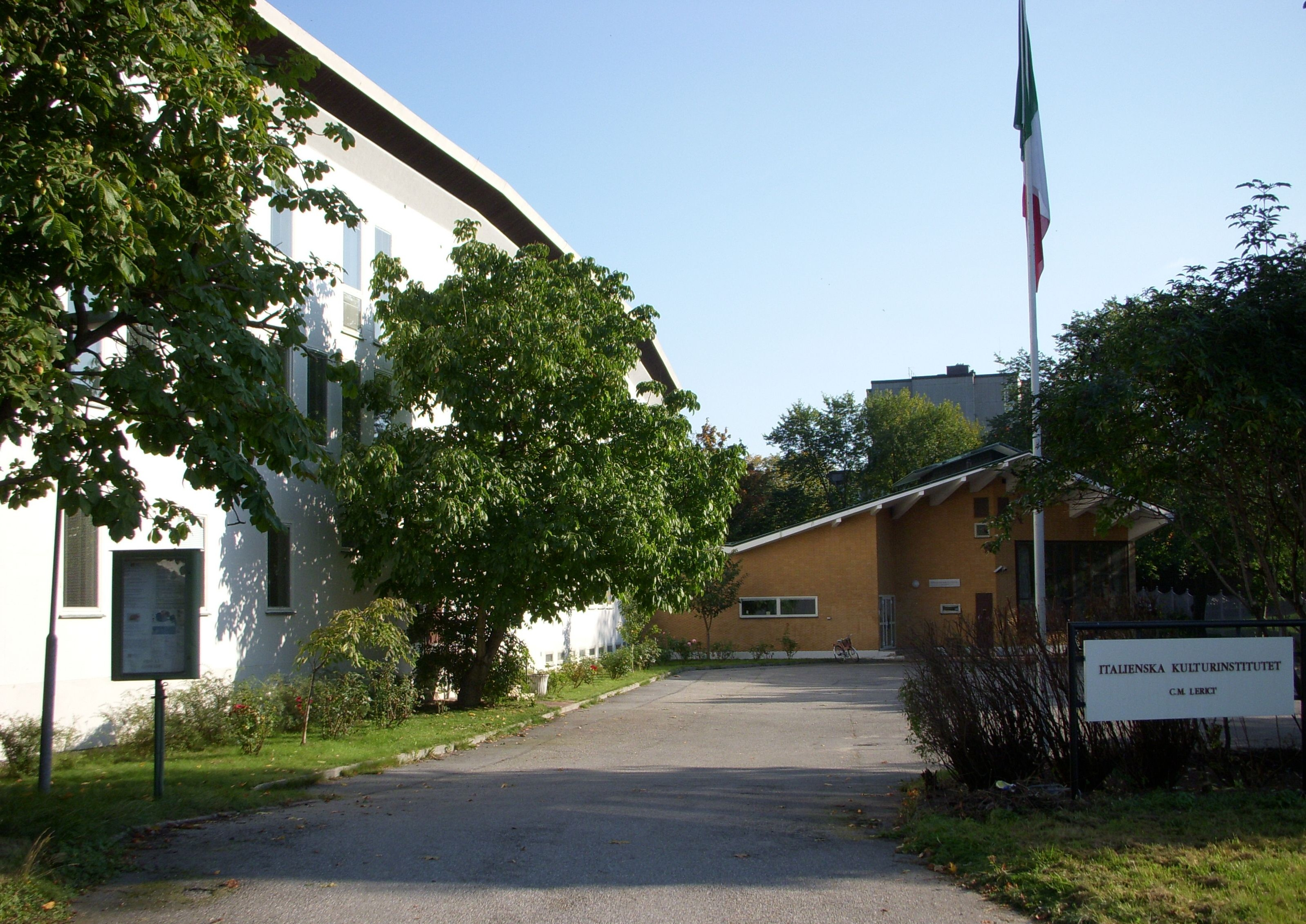
Italienska kulturinstitutet

Italienska kulturinstitutet C.M. Lerici i Stockholm är en italiensk statlig organisation underordnad italienska utrikesdepartementet, med lokaler vid Gärdesgatan 14 i Diplomatstaden, Stockholm. Italienska kulturinstitutets uppgift är att främja italiensk kultur och språk och fungerar som en förbindelselänk mellan Italien och Sverige. Av den anledningen bedriver institutet ett antal olika aktiviteter. Bland de viktigaste märks konserter, filmvisningar, föredrag och utställningar av skilda slag. Med mycket få undantag är evenemangen kostnadsfria och öppna för allmänheten. 
Institutet samarbetar med en rad institut, universitet, museer, akademier, konservatorier, gallerier och förlag samt med press, radio och TV såväl i Sverige som i Italien. I institutets lokaler hålls i samarbete med Folkuniversitetet kurser i italienska språket. 
Institutets direktör och kulturattaché är sedan 2021 Francesco Di Lella.

## Historik och fastighet

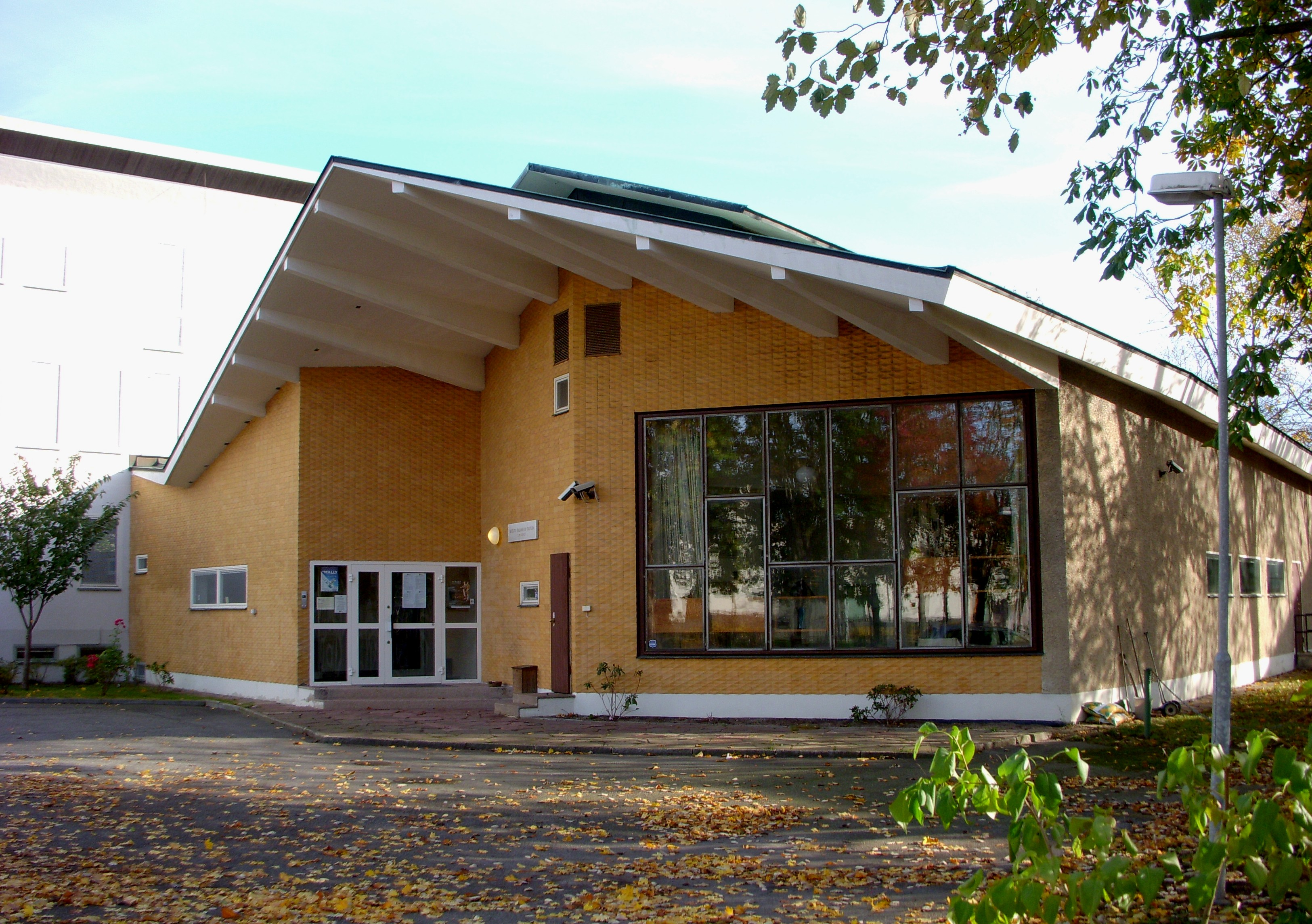
Italienska kulturinstitutet, teaterbyggnaden, oktober 2008

Italienska Kulturinstitutet grundades 1941 av ingenjör Carlo Maurilio Lerici i en lokal på Linnégatan i Stockholm. 
År 1953 gjorde de svenska och italienska regeringarna en ömsesidig markdonation bestående av ett område vid Diplomatstaden i Stockholm där institutet nu är beläget, och ett likvärdigt område vid Valle Giulia i Rom, ämnad för det Svenska institutet i Rom.
Institutets vita smala, lätt svängda byggnad är ett exempel på italiensk efterkrigsarkitektur, ritad av Giò Ponti (i samarbete med Ture Wennerholm) och uppförd 1957-1958. Ponti valde även byggnadsmaterial (sandsten, carraramarmor, glas, linoleum, mm.), färger, möbler, interiördetaljer, och ljussättning. Fasaden mot gården är klädd i bländande vit småmosaik. I ett egenständigt, lägre annex finns hörsalen/teatern som Gio Ponti projekterade tillsammans med arkitekten Pier Luigi Nervi; han formgav bland annat teaterns innertak, ett elegant gallerverk som döljer belysningen. Annexets fasader är klädda i gul fasetterad klinker. Den svenska kontaktarkitekten var Ture Wennerholm.
I början av sextiotalet förlängdes foajén av den i Sverige bosatte italienske arkitekten Ferruccio Rossetti. Enligt den svenske arkitekten Torbjörn Olsson ligger institutet på Gärdet "elegant som en i gräset tappad damsko". Byggnaderna på fastigheten Kompaniet 4 är blåmärkta av Stadsmuseet i Stockholm vilket betyder "att bebyggelsen bedöms ha synnerligen höga kulturhistoriska värden".